# 헤이데이 필름스
헤이데이 필름스(영어: Heyday Films)는 1996년 10월 10일에 영화 프로듀서 데이비드 헤이먼이 설립한 영국의 영화 제작사로 잉글랜드 런던과하트퍼드셔주 보어햄우드에 본사를 두고 있다.
첫 번째 장편 영화 제작은 앤토니아 버드 감독의 《블러드 솔저》이다. 2001년부터는 영화판을 제작하고 있다. 제작사는 J. K. 롤링의 소설을 기반으로 한 2001년부터 《해리 포터와 마법사의 돌》를 시작으로 《해리 포터 시리즈》를 제작하면서 주목을 받았다.

## 제작 영화 작품
| 연도 | 영화                              | 감독            | 각본                                      | 배급사                             |
| ---- | --------------------------------- | --------------- | ----------------------------------------- | ---------------------------------- |
| 1999 | 블러드 솔저                       | 안토니아 버드   | 테드 그리핀                               | 20세기 폭스                        |
| 2001 | 해리 포터와 마법사의 돌           | 크리스 콜럼버스 | 스티브 클로브스                           | 워너브라더스                       |
| 2002 | 해리 포터와 비밀의 방             | 크리스 콜럼버스 | 스티브 클로브스                           | 워너브라더스                       |
| 2004 | 해리 포터와 아즈카반의 죄수       | 알폰소 쿠아론   | 스티브 클로브스                           | 워너브라더스                       |
| 2005 | 해리 포터와 불의 잔               | 마이클 뉴웰     | 스티브 클로브스                           | 워너브라더스                       |
| 2007 | 해리 포터와 불사조 기사단         | 데이비드 예이츠 | 마이클 골든버그                           | 워너브라더스                       |
| 2007 | 나는 전설이다                     | 프랜시스 로런스 | 마크 프로토세비치 아키바 골즈먼           | 워너 브라더스로드쇼 엔터테인먼트   |
| 2008 | 줄무늬 파자마를 입은 소년         | 마크 허만       | 마크 허만                                 | 미라맥스                           |
| 2008 | 이즈 애니바디 데어?               | 존 크로울리     | 피터 하네스                               | 옵티멈 릴리싱                      |
| 2008 | 예스 맨                           | 페이턴 리드     | 니컬러스 스톨러 재러드 폴 앤드루 모글     | 워너 브라더스                      |
| 2009 | 해리 포터와 혼혈 왕자             | 데이비드 예이츠 | 스티브 클로브스                           | 워너 브라더스                      |
| 2010 | 해리 포터와 죽음의 성물 1부       | 데이비드 예이츠 | 스티브 클로브스                           | 워너 브라더스                      |
| 2011 | 해리 포터와 죽음의 성물 2부       | 데이비드 예이츠 | 스티브 클로브스                           | 워너 브라더스                      |
| 2013 | 위 아 더 밀러스                   | 로슨 마샬 터버  | 밥 피셔 스티브 페이버 션 앤더스 존 모리스 | 워너브라더스뉴라인 시네마          |
| 2013 | 그래비티                          | 알폰소 쿠아론   | 알폰소 쿠아론 조너스 쿠아론               | 워너브라더스                       |
| 2013 | 열세 번째 이야기                  | 제임스 켄트     | 크리스토퍼 햄튼                           | BBC Two                            |
| 2014 | 턱스 앤 케이코스                  | 데이비드 헤어   | 데이비드 헤어                             | BBC Two                            |
| 2014 | 솔팅 더 배틀필드                  | 데이비드 헤어   | 데이비드 헤어                             | BBC Two                            |
| 2014 | 패딩턴                            | 폴 킹           | 폴 킹 해미시 매콜                         | 스튜디오캐널                       |
| 2015 | 청춘의 증언                       | 제임스 켄트     | 줄리엣 타우히디                           | 라이언스게이트                     |
| 2016 | 신비한 동물사전                   | 데이비드 예이츠 | J. K. 롤링                                |                                    |
| 2016 | 파도가 지나간 자리                | 데릭 시언프랜스 | 데릭 시언프랜스                           | 월트 디즈니 스튜디오스 모션 픽처스 |
| 2017 | 패딩턴 2                          | 폴 킹           | 폴 킹 사이몬 파너비                       | 스튜디오캐널                       |
| 2018 | 신비한 동물들과 그린델왈드의 범죄 | 데이비드 예이츠 | J. K. 롤링                                | 워너 브라더스                      |
| 2022 | 신비한 동물들과 덤블도어의 비밀   | 데이비드 예이츠 | J. K. 롤링                                | 워너 브라더스                      |
| 2023 | 바비 (2023년 영화)                | 그레타 거윅     | 노아 바움백 그레타 거윅                   | 워너 브라더스                      |